# Robert Byrd
Robert Carlyle Byrd (nacido Cornelius Calvin Sale Jr.; North Wilkesboro, Carolina del Norte; 20 de noviembre de 1917-Merrifield, Virginia; 28 de junio de 2010) fue un abogado y político estadounidense que se desempeñó como senador de los Estados Unidos por Virginia Occidental durante más de 51 años, desde 1959 hasta su muerte en 2010. Miembro del Partido Demócrata, Byrd también se desempeñó como miembro de la Cámara de Representantes de los Estados Unidos durante seis años, desde 1953 hasta 1959. Sigue siendo el senador estadounidense con más años de servicio en la historia; fue el miembro más antiguo en la historia del Congreso de los Estados Unidos hasta que fue superado por el representante John Dingell de Míchigan. Byrd es el único virginiano occidental que ha servido en ambas cámaras de la legislatura estatal y en ambas cámaras del Congreso.
La carrera política de Byrd duró más de sesenta años. Entró por primera vez en la arena política organizando y dirigiendo un grupo local del Ku Klux Klan en la década de 1940, una acción que luego describió como "el mayor error que cometí". Luego sirvió en la Cámara de Delegados de Virginia Occidental de 1947 a 1950, y en el Senado estatal de Virginia Occidental de 1950 a 1952. Inicialmente elegido para la Cámara de Representantes de los Estados Unidos en 1952, Byrd sirvió allí durante seis años antes de ser elegido para el Senado en 1958. Ascendió para convertirse en uno de los miembros más poderosos del Senado, que se desempeñaron como secretarios del Caucus Demócrata del Senado de 1967 a 1971 y, después de derrotar a su colega de mucho tiempo Ted Kennedy en el cargo, como Látigo de la Mayoría del Senado de 1971 a 1977. Durante los siguientes 12 años, Byrd dirigió el caucus demócrata como líder de la mayoría del Senado y líder de la minoría del Senado. En 1989 dimitió, tras la presión para dar paso a una nueva dirección del partido.
Como presidente pro tempore, cargo que ocupó cuatro veces en su carrera, siendo el senador del Partido Demócrata con más años de servicio, ocupaba el tercer lugar en la línea de sucesión presidencial, después del vicepresidente y el presidente de la Cámara de Representantes.
El haber desempeñado tres cargos diferentes como presidente del Comité de Asignaciones del Senado de los Estados Unidos le permitió a Byrd dirigir una gran cantidad de dinero federal hacia proyectos en Virginia Occidental. Los críticos ridiculizaron sus esfuerzos como gasto en barriles de cerdo, mientras que Byrd argumentó que los muchos proyectos federales en los que trabajó para llevar a Virginia Occidental representaban un progreso para la gente de su estado. Aunque aplicó el filibusterismo a la Ley de Derechos Civiles de 1964 y apoyó la Guerra de Vietnam al principio de su carrera, las opiniones de Byrd cambiaron considerablemente a lo largo de su vida; a principios de la década de 2000, había renunciado por completo al racismo y la segregación, y se había opuesto a la guerra de Irak. Reconocido por su conocimiento de los precedentes del Senado y el procedimiento parlamentario, Byrd escribió una historia del Senado en cuatro volúmenes en su vida posterior.
Cerca del final de su vida, la salud de Byrd estaba empeorando y fue hospitalizado varias veces. Murió en el cargo el 28 de junio de 2010, a la edad de 92 años, y fue enterrado en el cementerio de Columbia Gardens en Arlington, Virginia.

## Biografía
Perteneciente al Partido Demócrata, Senador Senior por Virginia Occidental y antiguo líder de la mayoría en dicha cámara. Byrd ocupó el cargo de senador desde el 3 de enero de 1959 hasta el día de su muerte, siendo el senador con mayor permanencia en el cargo en la historia del país. También fue el miembro con un mayor historial en el Congreso de los Estados Unidos.
Fue miembro del Ku Klux Klan. Creó y lideró un nuevo capítulo del KKK a partir de 1940 al reclutar a más de 150 de sus amigos. Luego fue nombrado "Cíclope Exaltado" o primer oficial por unanimidad de sus electores dentro del clan.